# 千綿車站
千綿車站（日语：／ Chiwata eki */?）是一位於日本長崎縣東彼杵郡東彼杵町平似田郷的鐵路車站，也是九州旅客鐵道（JR九州）大村線的沿線車站。2022年成為了觀光特急列車「雙星4047」下午班次的停靠站。

## 車站結構

### 站房
為第二代站房，建於1993年，是根據初代站房的外貌而重新興建，為單層木製建築物，屋頂以瓦片舖滿蓋成。
站房建於水泥地基上，正門位處中央，前端以梯級連接，及後也加設了無障礙斜道。
因應雙星4047號列車的停靠，站房現時由當地一間花店所進駐。

### 月台
配有側式月台1個，月台前方可以俯瞰整個大村灣及其海岸線的景色。相關景色亦曾被選作2014年青春18車票的海報背景，這亦成為了雙星4047號停靠的原因，列車會在本站停站10分鐘。
列車靠站時，往諌早方向為左側上落；往佐世保方向為右側上落。

## 歷史
- 1928年4月20日：鐵道省千綿站投入服務。
- 1962年2月15日：停止貨物提取服務。
- 1971年10月20日：停止手提行李及貨物提取服務[3]。無人化並改為簡易委託化[4]。
- 1987年4月1日：隨國鐵分割民營化，由九州旅客鐵道（JR九州）承繼。
- 1993年2月12日：站房重建[2]。
- 2014年11月20日-12月31日：當季青春18車票的宣傳海報以本站為主題[5]。
- 2015年2月18日：商店『UMIHICO』透過東彼杵町公所的公開招租而於站房內開店[6]。
- 2016年：

- 10月31日：『UMIHICO』結業。
- 12月3日：飲食店「千綿食堂」透過東彼杵町公所的公開招租而於站房內開店。

- 2022年：

- 3月21日：『千綿食堂』因租約期滿而結業。
- 5月14日：花店暨工作室『Midoribu』透過東彼杵町公所的公開招租而於站房內開店。

## 相鄰車站
九州旅客鐵道
■大村線
■觀光特急「雙星4047」（下午大村灣班次）
新大村→千綿→豪斯登堡
■快速「濱海快線」
通過（有臨時停靠）
■區間快速「濱海快線」、■普通
彼杵－千綿－松原

## 外部連結
- JR九州千綿車站（页面存档备份，存于）（日語）